# جبل الظلفع (مناخة)

تعديل مصدري - تعديل

جبل الظلفع هي إحدى قرى عزلة اليعابر بمديرية مناخة التابعة لمحافظة صنعاء، بلغ تعداد سكانها 37 نسمة حسب تعداد اليمن لعام 2004.